# Miriquidica pulvinatula
Miriquidica pulvinatula är en lavart som först beskrevs av Johann Franz Xaver Arnold och som fick sitt nu gällande namn av Hannes Hertel och Gerhard Rambold. 
Miriquidica pulvinatula ingår i släktet Miriquidica och familjen Lecanoraceae. Arten är reproducerande i Sverige.